# Kiersnówka
Kiersnówka – wieś w Polsce położona w województwie podlaskim, w powiecie sokólskim, w gminie Suchowola.
W latach 1954–1972 wieś należała i była siedzibą władz gromady Kiersnówka. W latach 1975–1998 miejscowość administracyjnie należała do województwa białostockiego.